# Crystal Castles

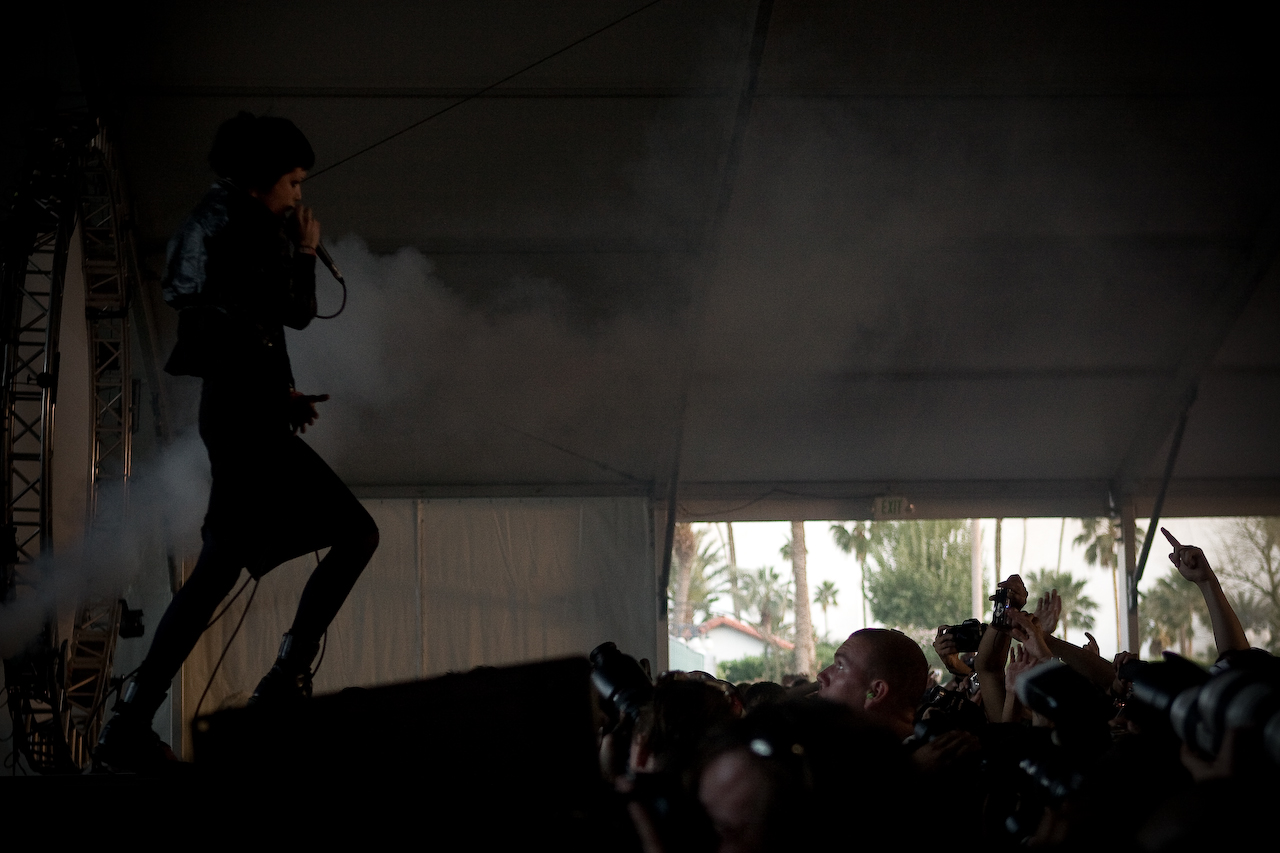
Crystal Castles v roce 2009

Crystal Castles je kanadská experimentální hudební skupina zaměřena na elektronickou hudbu, kterou založil v roce 2006 v Torontu producent a textař Ethan Kath. Původní složení skupiny tvořili Ethan Kath jako producent, instrumentalista, textař a vokalista a Alice Glass jako vokalistka. V říjnu 2014 oznámila Alice Glass konec účinkování v kapele a vydání se na sólovou dráhu. V dubnu 2015 Kath představuje novou vokalistku Edith Frances a vydává novou nahrávku s názvem Frail. Na srpen 2016 je avizováno vydání čtvrtého studiového alba Amnesty (I).
Alice Glass obvinila na podzim 2017 Katha z dlouhodobého sexuálního zneužívání, které údajně trvalo už od jejích 15 let. Crystal Castles jsou od té doby neaktivní a neposkytly žádné aktualizace o nových písních či obviněních od Glass.

## Historie

### 2006–2007: Vznik aAlice Practice
Ethan Kath se setkal s Alice Glass (rodným jménem Margaret Osborn) v Torontu v Ontariu, už v době, kdy navštěvovala střední školu. Kath si již na torontské hudební scéně získal určitou slávu, když se svou předchozí kapelou Kïll Cheerleadër objevil v místní televizi. O pár let později Kath požádal Glass, aby nahrála vokály do skladeb, na kterých pracoval od roku 2003. Výsledkem nahrávání byla skladba „Alice Practice“.
Poté, co o šest měsíců později byla tato skladba zveřejněna online, vzbudila pozornost a duo se rozhodlo znovu se spojit pro oficiální vydání. Dvojice si společně vybrala jméno Crystal Castles, jež bylo převzato z verše „Osud světa je v bezpečí v Křišťálových palácích.“ z kresleného seriálu She-Ra: Princess of Power.
Debutové EP skupiny nazvané Alice Practice se v roce 2006 stala prvním limitovaným vinylovým vydáním kapely. Poté, co se píseň Alice Practice objevila v britském televizním seriálu Skins, poptávka po EP prudce vzrostla. V letech 2006 a 2007 následovalo několik limitovaných vinylových vydání u různých nezávislých vydavatelství, včetně dvou u londýnského Trouble Records.

### 2008–2009:Crystal Castles
18. března 2008 společnost Lies Records vydala většinu vinylových singlů na CD a vinylu pro debutové album skupiny s názvem Crystal Castles. Pro album nahrálo duo několik nových písní. Album bylo se objevilo na seznamu „100 nejlepších alb desetiletí“ časopisu NME na 39. místě.
V polovině roku 2008 zveřejnil Pitchfork článek o tom, jak Crystal Castles použili dílo Trevora Browna bez jeho svolení. Obrázek zobrazující zpěvačku Madonnu s monoklem pod okem byl použit jako logo skupiny. Problém byl vyřešen poté, co kapela koupila od Browna práva na použití obrázku.
Crystal Castles na podporu alba vystupovali na řadě festivalů po celém světě, včetně irského festivalu Oxegen, festivalu All Points West v New Jersey, festivalu Coachella v kalifornském Indiu, festivalu Open'er Festival v Polsku a festivalů Reading a Leeds v Anglii. V listopadu 2007 byli hlavní hvězdou turné časopisu Vice po Velké Británii a v roce 2008 turné NME New Noise po Velké Británii.
Crystal Castles vystoupili na festivalu Glastonbury v červnu 2008. Při představení Glass udělala několik věcí, včetně lezení po lanoví a skákání z pódia, které vedly organizátory k omezení jejich vystoupení. Crystal Castles odehráli v srpnu 2008 pět koncertů se skupinou Nine Inch Nails. Kapela také hrála na festivalu Connect 2008 a na festivalu Iceland Airwaves. Na podzim odehráli koncert v Los Angeles, při kterém Glass zničila bicí soupravu.

## Diskografie

### Studiová alba
| Název           | Datum vydání      | Vydavatel                   | Peak chart positions | Peak chart positions | Peak chart positions | Peak chart positions | Peak chart positions | Peak chart positions | Peak chart positions | Peak chart positions | Peak chart positions | Peak chart positions | Prodeje | Reference |
| Název           | Datum vydání      | Vydavatel                   | AUS                  | BEL (FL)             | BEL (WA)             | FRA                  | IRE                  | SCO                  | SWI                  | UK                   | US                   | US Dance             | Prodeje | Reference |
| --------------- | ----------------- | --------------------------- | -------------------- | -------------------- | -------------------- | -------------------- | -------------------- | -------------------- | -------------------- | -------------------- | -------------------- | -------------------- | ------- | --------- |
| Crystal Castles | 18. března 2008   | Last Gang                   | –                    | –                    | –                    | 175                  | 49                   | 62                   | –                    | 47                   | –                    | 6                    | 72 000  | [ 16 ]    |
| Crystal Castles | 23. dubna 2010    | Fiction, Lies, Last Gang    | 25                   | –                    | –                    | –                    | 56                   | 54                   | –                    | 48                   | 188                  | 6                    |         | [ 17 ]    |
| III             | 7. listopadu 2012 | Fiction, Polydor Records    | 74                   | 116                  | 134                  | –                    | 93                   | 60                   | –                    | 63                   | 77                   | 2                    | 52 000  | [ 18 ]    |
| Amnesty (I)     | 19. srpna 2016    | Fiction, Casablanca Records | –                    | 85                   | 113                  | —                    | —                    | —                    | 95                   | 86                   | —                    | 2                    |         | [ 19 ]    |

### EP
| Název          | Datum vydání     | Vydavatel     | Reference |
| -------------- | ---------------- | ------------- | --------- |
| Alice Practice | 9. července 2006 | Merok Records | [ 20 ]    |